# 霍城镇
霍城镇，是中华人民共和国甘肃省张掖市山丹县下辖的一个乡镇级行政单位。 区域面积176.9平方千米。

## 行政区划
霍城镇下辖以下地区：
下西山村、上西山村、新庄村、双湖村、沙沟村、东关村、西关村、周庄村、王庄村、西坡村、下河西村、上河西村、刘庄村、杜庄村、泉头村和东山村。